# Буджакулуй
Буджакулуй — півострів на півдні України в Одеській області.

## Географія
Півострів розташований на південному заході України, на відстані 600 км на південь від Києва, на озері Кагул.

## Клімат
Клімат континентальний. Середня температура 11 °C. Найспекотніший місяць — липень, температура 25°C, найхолодніший — січень, температура -3°C. Середня кількість опадів становить 848 міліметрів на рік. Найвологіший місяць — січень, випало 134 міліметри опадів, а найсухіший – березень, де випало 36 міліметрів.